# Приозёрный (Рязанская область)
Приозёрный — посёлок в Рязанском районе Рязанской области России. Входит в состав Заборьевского сельского поселения.

## Географическое положение
Посёлок Приозёрный расположен примерно в 26 км к северо-востоку от Рязани. Ближайшие населённые пункты: села Ласково и Заборье к западу, село Борисково к востоку и деревня Лопухи к югу.

## История
Посёлок Приозёрный, называвшийся вначале Красное Болото, был основан в 30-х годах XX века на северной окраине Красного болота как посёлок Солотчинского торфодобывающего предприятия.
В 1950 году в посёлке была построена узкоколейная железная дорога.
Постановлением Рязанской областной Думы от 2 октября 1996 года N 85 посёлок посёлок торфобрикетного предприятия «Солотчинское» Заборьевского сельского округа переименован в посёлок Приозёрный.

## Население
| 2010 |
| ---- |
| 225  |

## Транспорт и связь
Посёлок имеет регулярное автобусное сообщение с областным центром.
Посёлок обслуживает сельское отделение почтовой связи Заборье (индекс 390523).

## Достопримечательности
На расположенных вокруг посёлка озёрах Сегденском, Чёрном и Поганом любил охотиться К. Г. Паустовский. Своё пребывание в этих местах вместе с Аркадием Гайдаром он описал в повести «Мещёрская сторона». Сегденскому озеру посвящена миниатюра А. И. Солженицына из цикла «Крохотки».